# Prata Sannita
Prata Sannita – miejscowość i gmina we Włoszech, w regionie Kampania, w prowincji Caserta.
Według danych na rok 2004 gminę zamieszkiwało 1699 osób, 80,9 os./km².